# Echinolittorina meleagris
Echinolittorina meleagris es una especie de pequeño caracol marino, un gastrópodo de la familia Littorinidae.

## Descripción
La concha es ovalada y turritelada, mucho más alta que ancha, moderadamente gruesa y  opaca, presenta   5 o 6 vueltas que aumentan rápidamente en tamaño y son convexas con suturas bien marcadas. La vuelta del cuerpo es 2/3 de la altura total de la concha . El patrón de color típicamente moteado de grandes manchas blanquecinas separadas por franjas color caoba muy estrechas o también pueden ser marrones. La máxima longitud de la concha registrada es de 10 mm.

## Distribución
La distribución de Echinolittorina meleagris, cubre todo el litoral del Mar Caribe, se le ha señalado para las Antillas Menores, Belice, Colombia, Costa Rica, Cuba, Golfo de México, Islas Caimán, Jamaica, México, Panamá, Puerto Rico y Venezuela.

## Hábitat
Es un típico habitante del litoral rocoso, que se encuentra en la zona de rompiente, donde se concentra grandes parches de cientos de individuos. Profundidad máxima registrada es -1 m. La profundidad mínima registrada es de 0 m.